# Крушма (приток Оки)
Крушма — река в России, правый приток Оки. 
Исток реки находится близ села Титово Ферзиковского района Калужской области; далее река течёт по территории Алексинского района Тульской области. Устье реки находится в 1051 км по правому берегу реки Ока. Длина реки составляет 54 км. Участок реки Крушма от истока до слияние с рекой Правая Крушма иногда называют Левая Крушма.

## Данные водного реестра
По данным государственного водного реестра России относится к Окскому бассейновому округу, водохозяйственный участок реки — Ока от города Калуга до города Серпухов, без рек Протва и Нара, речной подбассейн реки — бассейны притоков Оки до впадения Мокши. Речной бассейн реки — Ока.
Код объекта в государственном водном реестре — 09010100812110000021739.

### Притоки (км от устья)
- 6 км: река Ничига (лв)
- 26 км: река Крушма (пр)

## Населённые пункты
Вдоль течения реки расположены населённые пункты: Афанасьево, Большое Панское, Малое Панское, Лужки, Вишнёвая, Ломинцево, Богучарово, Белолипки, Горошки, Болото, Сенево, Картавцево.